# Gachas
Gachas é um prato básico ancestral do centro e do sul da Espanha. Seus principais ingredientes são farinha, água, azeite, alho, colorau e sal.

## Origens
As gachas baseiam-se numa antiquíssima preparação de alimentos básicos à base de farinha ibérica. As gachas podem ter diferentes consistências, desde uma sopa líquida até um bolo grosso em forma de torta com crosta dourada. A forma de prepará-los muda de área para área e de família para família.
As gachas são consideradas um prato rural não refinado, comida de pastores, fazendeiros e trabalhadores itinerantes. As gachas foram em grande parte substituídas por pratos de arroz e batata na maioria das áreas da Espanha durante o século XX, especialmente nas vilas e cidades. O consumo deste prato simples ressurgiu novamente durante as crises e convulsões econômicas, como a Guerra Civil Espanhola, ganhando o nome de gachas de los años difíciles (gachas dos anos difíceis).

Como prato ibérico, as gachas costumam ser servidas com produtos de porco, como bacon salgado ou fresco, fígado, pulmão, chouriço, salame ou morcela, entre outros.